# La Borda (Odèn)
La Borda és una masia situada al municipi d'Odèn, a la comarca catalana del Solsonès.